# Tarpon Springs
Tarpon Springs est une ville américaine située dans le comté de Pinellas, dans l’État de la Floride. Selon le recensement de 2004, sa population s’élève à 22 554 habitants. Elle présente la particularité d'être la ville américaine possédant la plus importante proportion d'habitants d'origine grecque en raison d'une importante immigration des pêcheurs d'éponges des îles du Dodécanèse dès le début du XXe siècle. C'est pourquoi on la surnomme la « capitale américaine des éponges ».

## Histoire

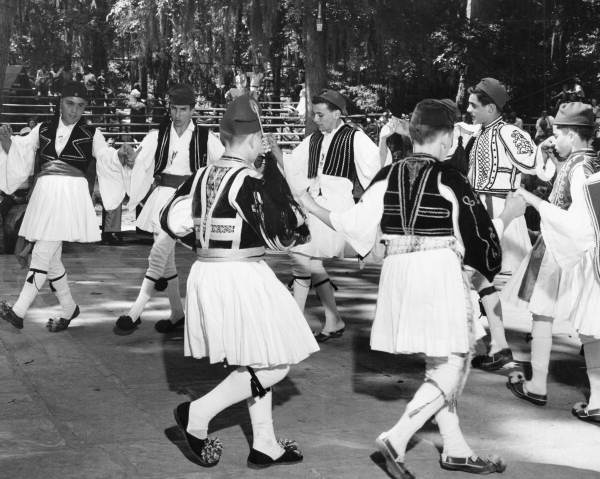
Danses grecques à Tarpon Springs dans les années 1960.

La croissance de la ville de Tarpon Springs date de 1890 lorsque John K. Cheyney crée la première industrie de pêche d'éponges naturelles provenant de la baie de Tampa. Avec l'aide de John Cocoris, un émigrant grec, qui introduit en 1905 la technique de la plongée des pêcheurs d'éponges des îles du Dodécanèse cette industrie devient florissante et attire des milliers de grecs en provenance des îles de Kalymnos, Symi, Chalki principalement. En 1947, la prolifération d'algues rouges, l'apparition d'une maladie qui s'attaqua aux éponges de la région, la préférence américaine pour les éponges synthétiques et la concurrence des pêcheurs d'éponges méditerranéens entraînent la chute brutale de cette activité et les plongeurs se tournent dès lors vers une activité traditionnelle de pêche de poissons et de crevettes. À la fin des années 1980, une petite activité de pêche d'éponges reprend et subsiste toujours avec un pic de production en 2007, représentant un revenu annuel de sept millions de dollars.
En 2007, Tarpon Springs réalise son jumelage avec les îles de Kalymnos, Chalki et Symi honorant ainsi son passé lié aux immigrants venus du Dodécanèse.

## Démographie
| Groupe            | Tarpon Springs | Floride | États-Unis |
| ----------------- | -------------- | ------- | ---------- |
| Blancs            | 88,1           | 75,0    | 72,4       |
| Afro-Américains   | 6,4            | 16,0    | 12,6       |
| Métis             | 2,1            | 2,5     | 2,9        |
| Autres            | 1,7            | 3,6     | 6,2        |
| Asiatiques        | 1,4            | 2,4     | 4,8        |
| Amérindiens       | 0,3            | 0,4     | 0,9        |
| Total             | 100            | 100     | 100        |
|                   |                |         |            |
| Latino-Américains | 7,3            | 22,5    | 17,37      |

Selon l'American Community Survey, pour la période 2001-2015, 81,37 % de la population âgée de plus de 5 ans déclare parler l'anglais à la maison, 6,55 % déclare parler le grec, 4,94 % l'espagnol, 1,29 % l'allemand, 0,87 % le serbo-croate, 0,69 % le français, 0,68 % le portugais et 3,63 % une autre langue.
| 1890 | 1900 | 1910  | 1920  | 1930  | 1940  |
| ---- | ---- | ----- | ----- | ----- | ----- |
| 327  | 541  | 2 212 | 2 105 | 3 414 | 3 402 |

| 1950  | 1960  | 1970  | 1980   | 1990   | 2000   |
| ----- | ----- | ----- | ------ | ------ | ------ |
| 4 323 | 6 768 | 7 118 | 13 251 | 17 906 | 21 003 |

| 2010   | - | - | - | - | - |
| ------ | - | - | - | - | - |
| 23 484 | - | - | - | - | - |